# Picot garser de Florida
El picot garser de Florida (Leuconotopicus borealis) és una espècie d'ocell de la família dels pícids (Picidae) que habita boscos de pins poc densos al sud-est dels Estats Units.